# Liste der Monuments historiques in Nades
Die Liste der Monuments historiques in Nades führt die Monuments historiques in der französischen Gemeinde Nades auf.

## Liste der Bauwerke
| Bezeichnung       | Beschreibung              | Standort | Kennzeichnung | Schutzstatus | Datum | Bild           |
| ----------------- | ------------------------- | -------- | ------------- | ------------ | ----- | -------------- |
| Kirche St-Jacques | Erbaut im 12. Jahrhundert | (Lage)   | PA00093236    | Inscrit      | 1975  | weitere Bilder |

## Liste der Objekte
Zum Verständnis siehe: Kirchenausstattung
- Monuments historiques (Objekte) in Nades in der Base Palissy des französischen Kultusministerium